# ТЕЦ Борута
ТЕЦ Борута – теплоелектроцентраль у центральній частині Польщі в місті Згеж (на північній околиці Лодзі).
Ще у 1890-х роках в Згежі заснували фарбнику барвників Борута(наразі Boruta-Zachem). В якийсь момент серед її споруд з’явилась власна ТЕЦ, котра наразі виведена зі  складу хімічного комплексу та належить енергетичній компанії PGE.
У 1963 – 1984 роках тут змонтували три парові котли виробництва рацибузької компанії Rafako – два типу ОР-130 та один ОР-140. Також на ТЕЦ використовували водогрійний котел OR-32 потужністю 25 МВт, котрий, як і інші, спалював кам’яне вугілля.
У підсумку котел ОР-140 модифікували до типу OF-100, реалізувавши в ньому гібридну систему, яка суміщує технологію псевдозрідженого киплячого шару зі старою пиловугільною. При цьому котел почав працювати на бурому вугіллі. 
Станом на початок 2010-х ТЕЦ мала електричну потужність 32 МВт, що забезпечували дві турбіни – типу TP потужністю 16,7 МВт та типу TUP з показником 19,6 МВт. Теплова потужність при цьому становила 160 МВт.
В найближчі кілька років ТЕЦ пройшла суттєву модернізацію, під час якої встановили нову турбіну потужністю 22,4 МВт (крым того, в резерві залишається турбіна з показником 16,7 МВт). Зі старого котельного господарства зберегли котел OF-100, котрий і живить новий турбоагрегат. При цьому на станції змонтували два нові пікові водогрійні котли потужністю 18 МВт та 24 МВт, які працюють на природному газі та мазуті. Загальна теплова потужність ТЕЦ визначається як 111 МВт.
Видача продукції відбувається по ЛЕП, розрахованій на роботу під напругою 110 кВ.